# 高原村 (広島県)
高原村（たかはらむら）は、広島県高田郡にあった村。現在の安芸高田市の一部にあたる。

## 地理
- 河川：可愛川[1]、砂田川[2]

## 歴史
- 1889年（明治22年）4月1日、町村制の施行により、高田郡下入江村、福原村、小山村、竹原村、国司村が合併して村制施行し、高原村が発足[3][4]。
- 1929年（昭和4年）3月1日、高原村を三分割し、大字福原・小山・竹原を可愛村に、大字下入江を郷野村に、大字国司を吉田町にそれぞれ編入して廃止された[3][4]。

### 地名の由来
『和名類聚抄』に記載の高宮郡竹原郷は当地付近に比定され、その東急本の訓が「タカハラ」であること、また江戸期の竹原、国司、常友3村に竹原荘の総称があったことから。

## 産業
- 農業[3]

## 教育
- 1891年（明治24年）高原東尋常小学校、高原西尋常小学校開校[3]。
- 1916年（大正5年）高原尋常高等小学校創立[3]。

## 名所・旧跡・観光地
- 鈴尾城（「毛利元就誕生伝説地」として広島県指定史跡）[5]